# Carl Bengtström
Carl Bengtström (ur. 13 stycznia 2000) – szwedzki lekkoatleta specjalizujący się w biegach sprinterskich i płotkarskich, olimpijczyk (2024).
Reprezentant kraju na drużynowych mistrzostwach Europy.

## Osiągnięcia
| Rok  | Miejsce                                 | Zawody      | Konkurencja                | Pozycja    | Wynik   |
| ---- | --------------------------------------- | ----------- | -------------------------- | ---------- | ------- |
| 2016 | Mistrzostwa Europy juniorów młodszych   | Tbilisi     | bieg na 400 m              | eliminacje | 49,22   |
| 2016 | Mistrzostwa Europy juniorów młodszych   | Tbilisi     | sztafeta szwedzka          | 7. miejsce | 1:56,29 |
| 2017 | Mistrzostwa Europy juniorów             | Grosseto    | bieg na 400 m              | półfinał   | 48,08   |
| 2018 | Mistrzostwa świata juniorów             | Tbilisi     | bieg na 400 m przez płotki | półfinał   | 51,55   |
| 2018 | Mistrzostwa Europy                      | Berlin      | sztafeta 4 × 400 m         | eliminacje | DQ      |
| 2019 | Halowe mistrzostwa Europy               | Glasgow     | bieg na 400 m              | eliminacje | 49,50   |
| 2019 | Mistrzostwa Europy juniorów             | Borås       | bieg na 400 m przez płotki | 1. miejsce | 50,32   |
| 2019 | Superliga drużynowych mistrzostw Europy | Bydgoszcz   | bieg na 400 m              | –          | DNS     |
| 2021 | Halowe mistrzostwa Europy               | Toruń       | bieg na 400 m              | 4. miejsce | 46,42   |
| 2021 | I liga drużynowych mistrzostw Europy    | Kluż-Napoka | bieg na 400 m przez płotki | 4. miejsce | 50,11   |
| 2021 | Młodzieżowe mistrzostwa Europy          | Tallinn     | bieg na 400 m przez płotki | eliminacje | DNS     |
| 2021 | Młodzieżowe mistrzostwa Europy          | Tallinn     | sztafeta 4 × 400 m         | eliminacje | 3:10,25 |
| 2022 | Halowe mistrzostwa świata               | Belgrad     | bieg na 400 m              | 3. miejsce | 45,33   |
| 2022 | Mistrzostwa świata                      | Eugene      | bieg na 400 m przez płotki | półfinał   | 48,75   |
| 2022 | Mistrzostwa Europy                      | Monachium   | bieg na 400 m przez płotki | półfinał   | 49,52   |
| 2023 | Halowe mistrzostwa Europy               | Stambuł     | bieg na 400 m              | 3. miejsce | 45,77   |
| 2023 | Mistrzostwa świata                      | Budapeszt   | bieg na 400 m              | eliminacje | DQ      |
| 2024 | Mistrzostwa Europy                      | Rzym        | bieg na 400 m przez płotki | 3. miejsce | 47,94   |
| 2024 | Igrzyska olimpijskie                    | Paryż       | bieg na 400 m przez płotki | półfinał   | 49,56   |
| 2025 | I dywizja drużynowych mistrzostw Europy | Madryt      | bieg na 400 m              | 8. miejsce | 45,38   |

Wielokrotny złoty medalista mistrzostw Szwecji:
- pięciokrotnie na stadionie – bieg na 400 m (2022–2024), bieg na 400 m ppł (2019, 2021)
- ośmiokrotnie w hali – bieg na 200 m (2020, 2022), bieg na 400 m (2018, 2019, 2021, 2023–2025)

## Rekordy życiowe
- stadion

- bieg na 100 m – 10,70 (6 czerwca 2021, Skara)
- bieg na 200 m – 20,78 (17 sierpnia 2024, Sollentuna)
- bieg na 400 m – 45,38 (27 czerwca 2025, Madryt)
- bieg na 400 m ppł – 47,94 (11 czerwca 2024, Rzym) – rekord Szwecji

- hala

- bieg na 60 m – 6,88 (10 stycznia 2021, Göteborg)
- bieg na 200 m – 20,92 (26 lutego 2022, Växjö)
- bieg na 400 m – 45,33 (19 marca 2022, Belgrad) – halowy rekord Szwecji